# 노에 아다미아
노에 아다미아(조지아어: ნოე ადამია, 러시아어: Ной Петрович Адамия 노이 페트로비치 아다미야[*], 1917년 12월 21일 ~ 1942년 7월 3일)는 조지아의 군인이다.
조지아 마톤지(Mathondzhi) 마을 출신이며 트빌리시에 위치한 고등학교를 졸업했다. 1938년 소련 해군에 입대한 뒤부터 연안 방어용 대공포 요원으로 복무했다. 1940년 오데사 해군사관학교를 졸업한 이후에 소련 해군 소대장으로 복무했다.
제2차 세계 대전 기간 동안에는 크림반도에 위치한 세바스토폴 전선에서 약 80명에 달하는 저격수들을 훈련시키는 한편 세바스토폴 포위전에서는 독일군 병사 200명 이상을 사살했다. 7월 3일에 세바스토폴에서 독일군의 공격을 받고 전사했으며 1942년 7월 24일에는 소련 정부로부터 소비에트 연방영웅, 레닌 훈장, 용맹 훈장을 추서받았다.